# رفعة (اسم)
رفعة هو اسم علم مذكر من أصل عربي، ومعناه هو الرفعة علو القدر والشأن.

## وصلات خارجية
- موسوعة السلطان قابوس لأسماء العرب نسخة محفوظة 5 أبريل 2019 على موقع واي باك مشين.